# Zelenci
De Zelencibron(en) (kortweg vaak Zelenci genoemd) vormt de bron van de Sava Dolinka, de belangrijkste bronrivier van de Sava. De bron en het gebied hieromheen vormen tevens een natuurreservaatje, ook Zelenci genaamd. De bron wordt vanuit de grond gevoed door de Nadiža, die iets ten zuiden van de Zelencibron in de grond 'zinkt' en bij Zelenci weer aan de oppervlakte komt. Hier heeft de rivier een twee meter diepe vijver gevormd, de Zelencibron. Daarnaast wordt het meer ook gevoed door de Trebiža.

## Geografie en ligging
Op korte afstand van de plaats Rateče, nabij Kranjska Gora, bevindt zich de Zelencibron. Deze blauwgroene gekleurde bron wordt beschouwd als het officiële begin van de Sava, die met een lengte van 221 km de langste rivier in Slovenië is. Zelenci wordt gevoed door een ondergrondse rivier genaamd Nadiža, waarvan de bron zich in de Tamar-vallei bevindt. De Nadiža duikt echter al gauw de grond in om vervolgens bij Zelenci weer naar de oppervlakte te stromen. De naam Zelenci is afgeleid van de groene kleur van het water, aangezien ‘zelen’ in het Sloveens ‘groen’ betekent.

## Geschiedenis

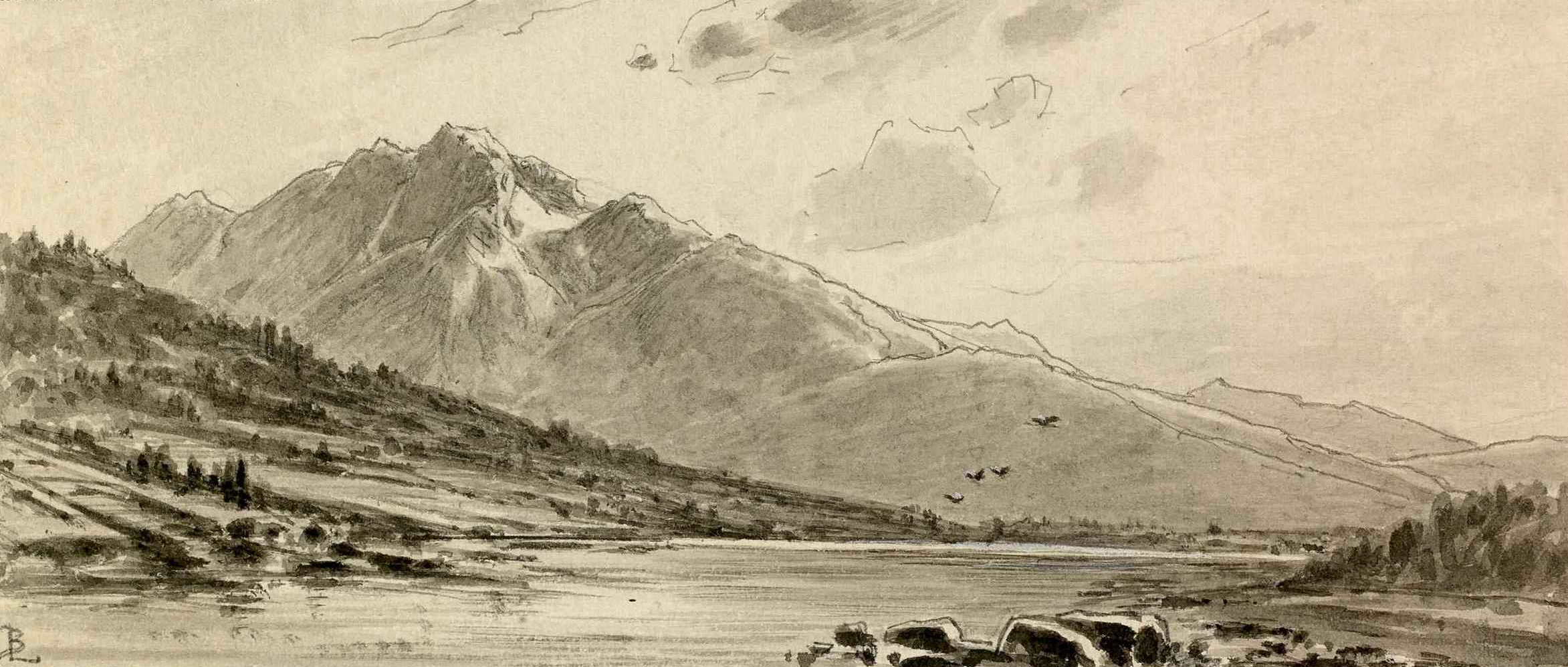

Zelenci werd in 1992 uit zowel geologisch als biologisch belang uitgeroepen tot natuurreservaat. Het natuurreservaat beslaat een oppervlakte van 47 hectare en is voorzien van goed onderhouden paden met informatieborden, evenals panoramabruggen en een uitkijktoren. Humphry Davy, een beroemde natuurkundige uit Cornwall, schreef tijdens zijn bezoek aan deze regio het volgende:
I felt the greatest affection for the Sava valley, with its falls and lakes. I know of no greater beauty in Europe— Humphry Davy